# Филиппо делла Валле
Филиппо делла Валле (итал. Filippo della Valle, 26 декабря 1698, Флоренция — 29 апреля 1768, Флоренция) — итальянский скульптор, работал в основном в Риме в переходный период от позднего барокко к раннему неоклассицизму.

## Биография
Филиппо родился во Флоренции, он был племянником флорентийского скульптора и архитектора Джованни Баттиста Фоджини, который и стал его первым учителем. Вместе с Джованни Баттиста Майни, соучеником по мастерской Фоджини, Филиппо переехал в Рим, чтобы работать с Камилло Рускони. В 1725 году Филиппо делла Валле выиграл конкурс Академии Святого Луки вместе с Пьетро Браччи, а позже стал принцепсом (председателем) этой же Академии.
В Риме Филиппо делла Валле работал с Браччи над фонтаном Треви по проекту архитектора Николо Сальви, где завершил аллегорические статуи «Здоровье» и «Изобилие» (1751—1762).
Когда Филиппо прибыл в Рим в 1725 году, после смерти его дяди, которая произошла 12 апреля того же года, он уже обладал тем скульптурным стилем, который составил основное течение оппозиции позднему римскому барокко, или «стилю контрреформации». В Риме успех не заставил себя долго ждать: он разделил с Пьетро Браччи честь первого приза в конкурсе, организованном Академией Святого Луки «Триумф трех благородных и изящных искусств» (Il Trionfo delle Tre Nobili e Belle Arti). В начале 1729 года Филиппо устроил свою мастерскую возле церкви Сан-Никола-да-Толентино. 4 июня 1730 года избран в академики Академии Святого Луки.
Шедевром Филиппо делла Валле является его рельеф «Благовещение» (1750) для церкви Сант-Иньяцио. Это произведение отражает неоклассические тенденции в искусстве римской скульптуры позднего барокко. В том же 1750 году Филиппо завершил надгробный памятник Мануэлю Перейре де Сампайо, послу Португалии при Святом Престоле, в церкви Сант-Антонио-деи-Портогези.
Он также создал статую «Умеренности» (1734) в капелле Корсини базилики Сан-Джованни-ин-Латерано. По стилю произведения Филиппо делла Валле близки работам восходящей группы французских скульпторов в Риме, включая Мишель-Анжа Слодца.
Он также завершил памятник Иннокентию XII (1746) и святой Терезе Авильской (1754) для базилики Святого Петра в Риме.
Скульптор скончался в Риме и был похоронен в церкви Санта-Сузанна.

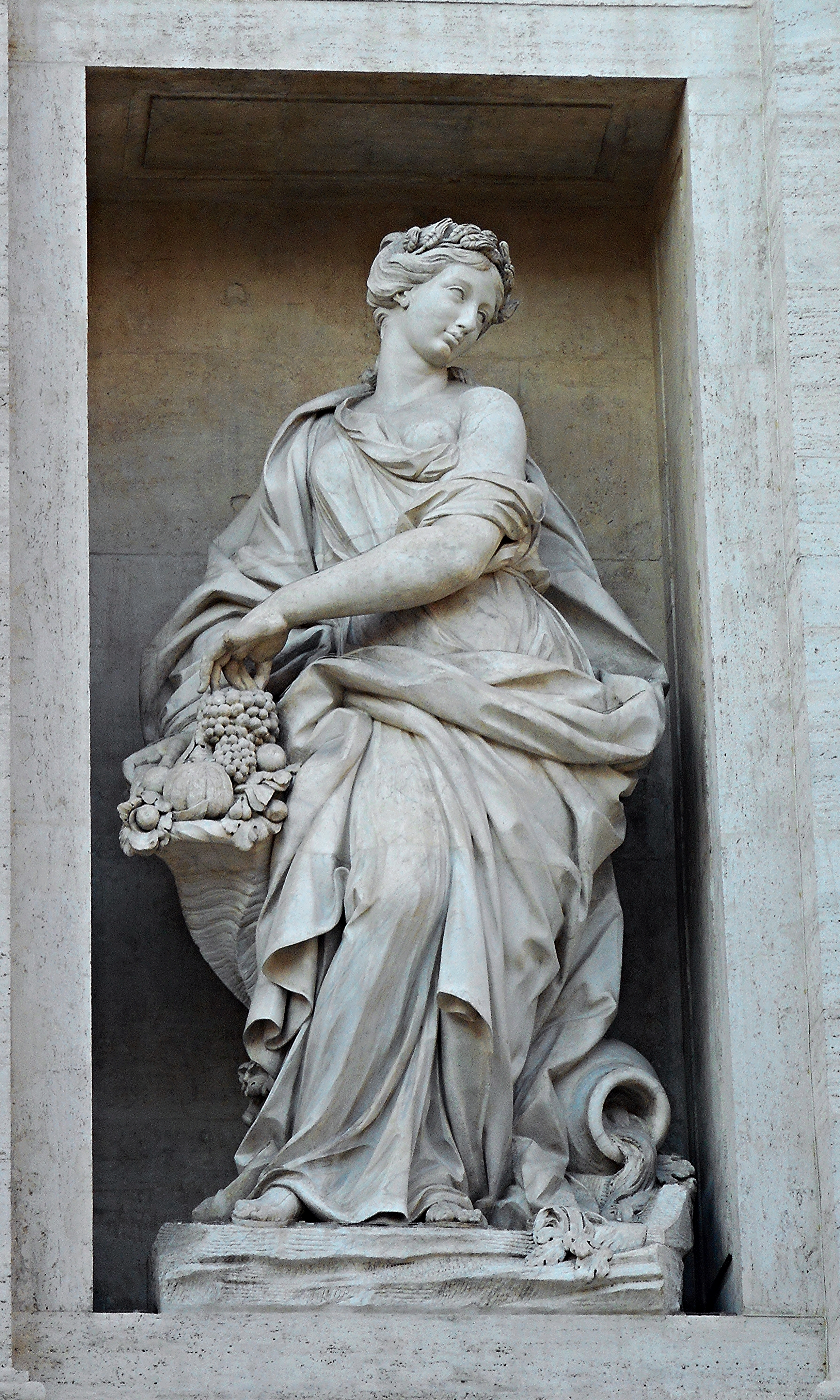
«Изобилие» (город Рим). 1750-е гг. Мрамор. Фонтан Треви, Рим
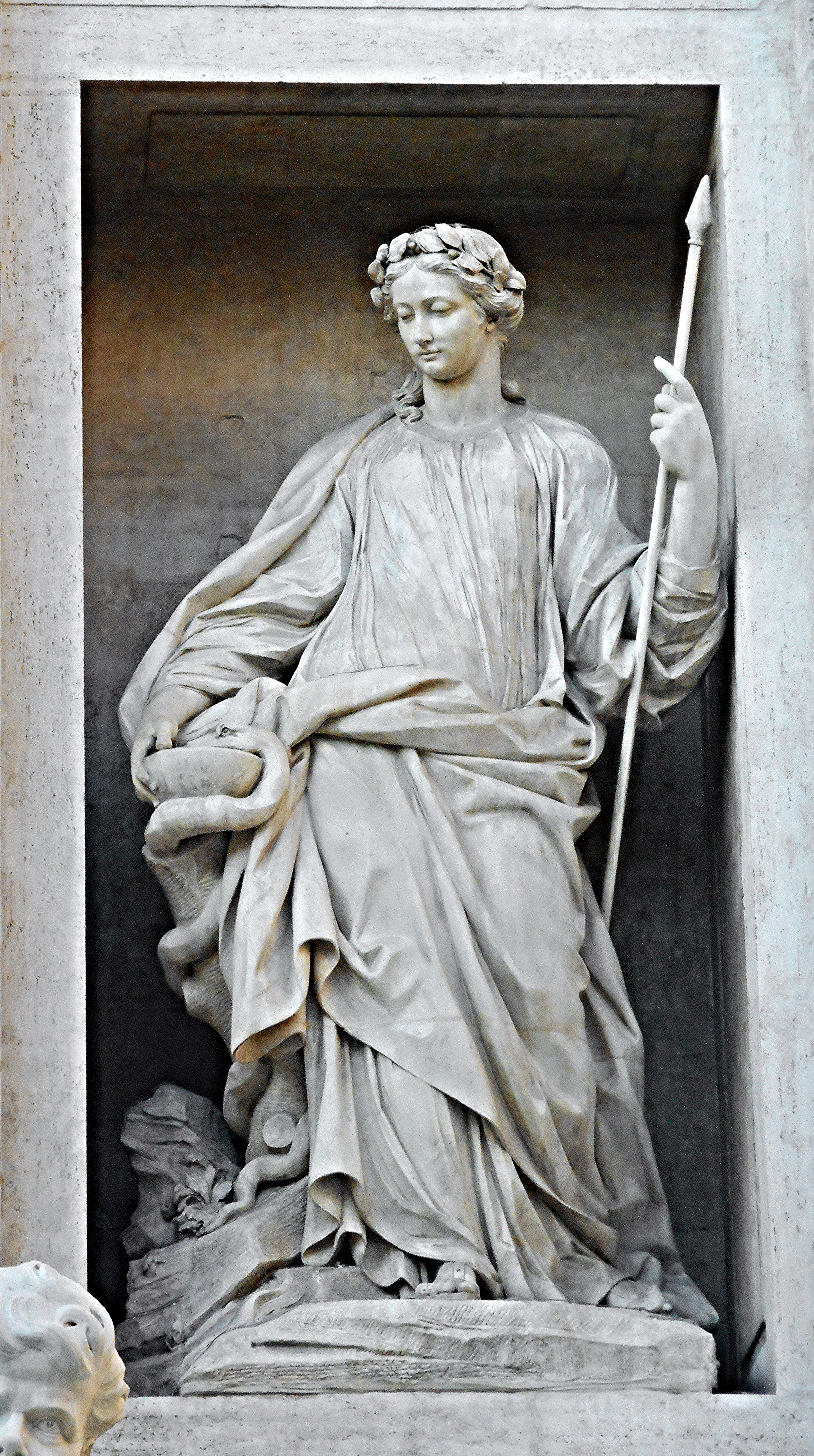
«Здоровье» (Дева, указавшая источник воды). 1750-е гг. Мрамор. Фонтан Треви, Рим
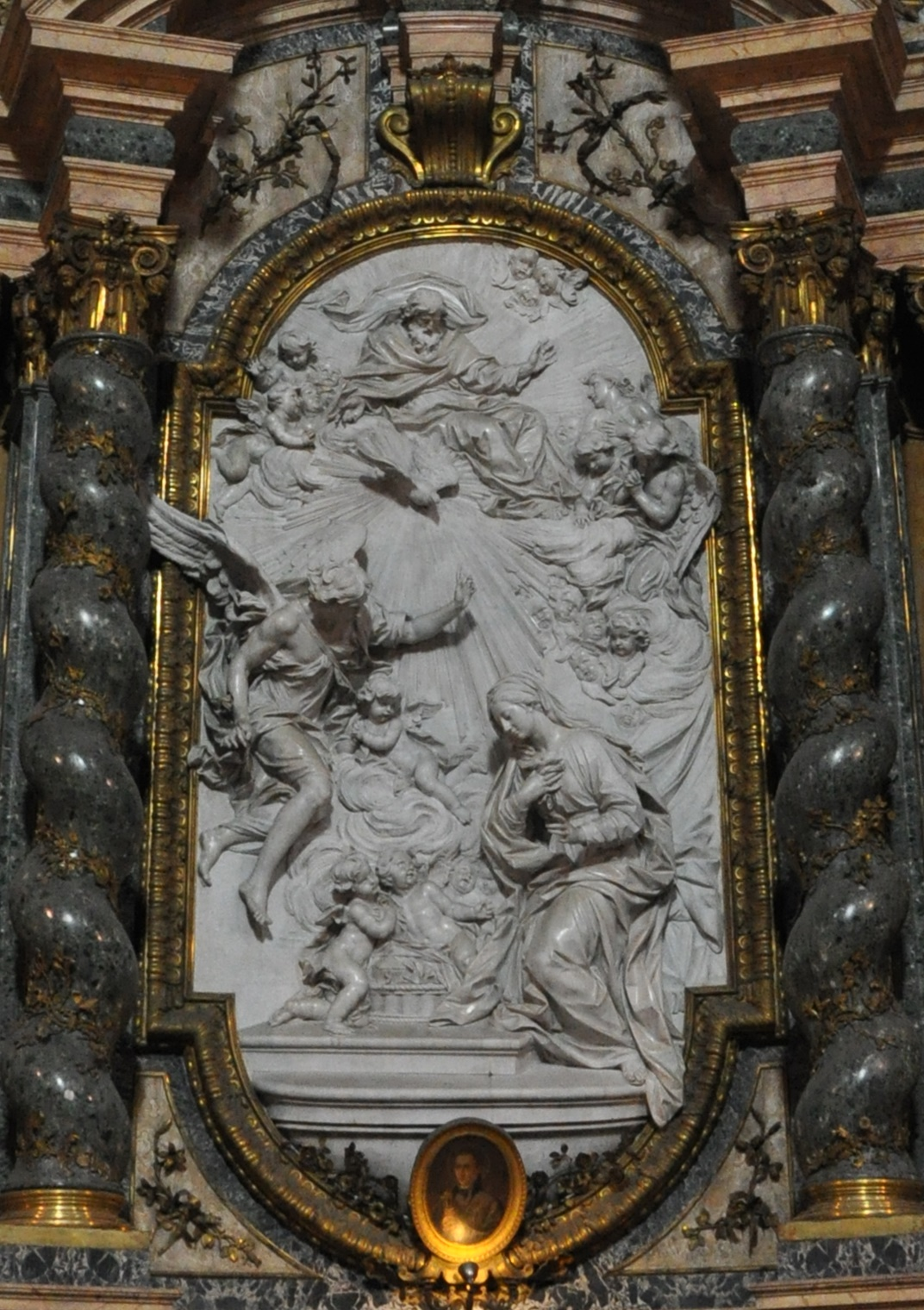
Благовещение. 1750. Мрамор. Церковь Сант-Иньяцио, Рим
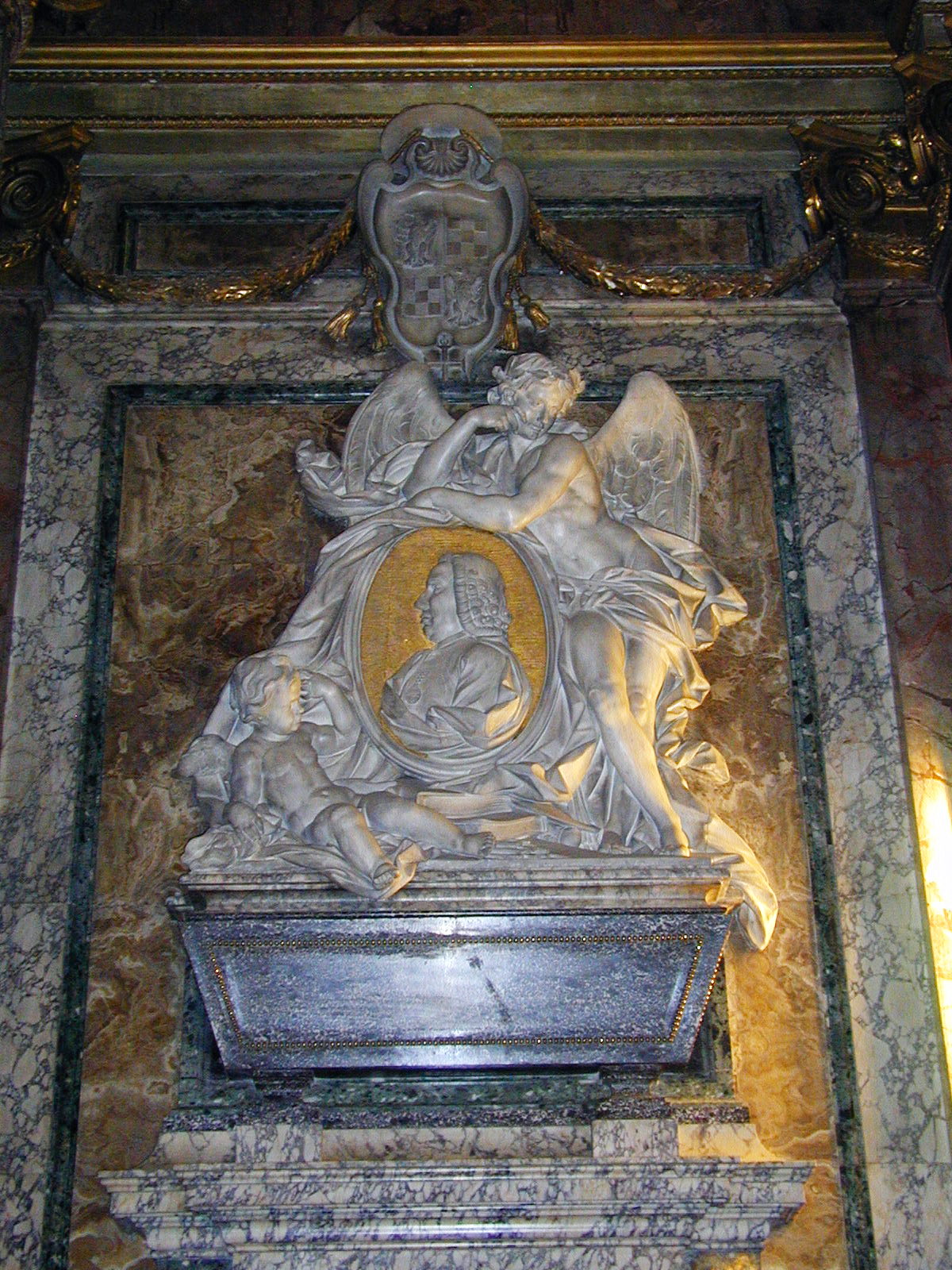
Надгробие Мануэлю Перейре де Сампайо. 1750. Мрамор. Церковь Сант-Антонио-деи-Портогези, Рим
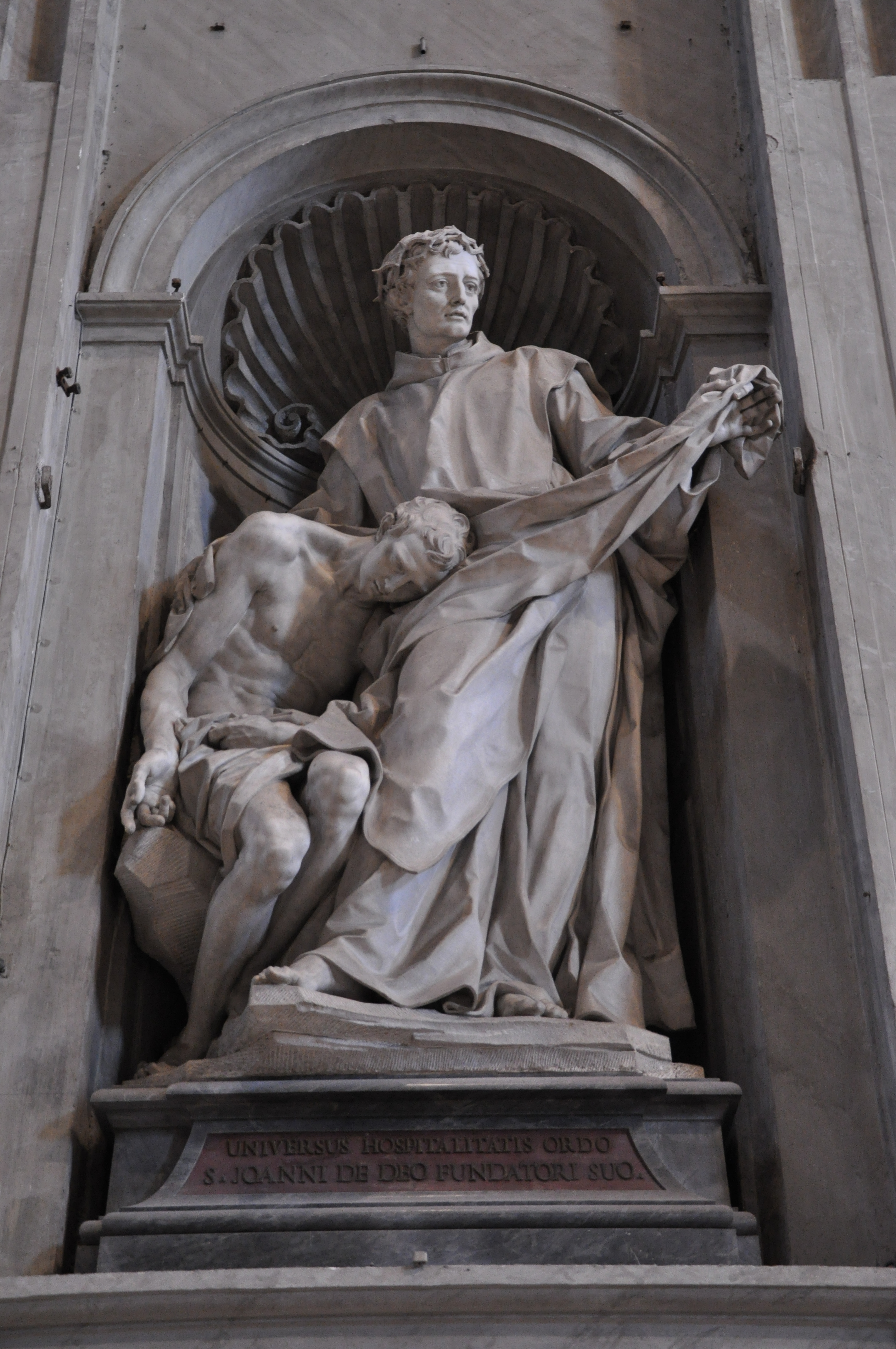
Статуя Святого Иоанна Божия. 1754. Мрамор. Собор Святого Петра, Рим
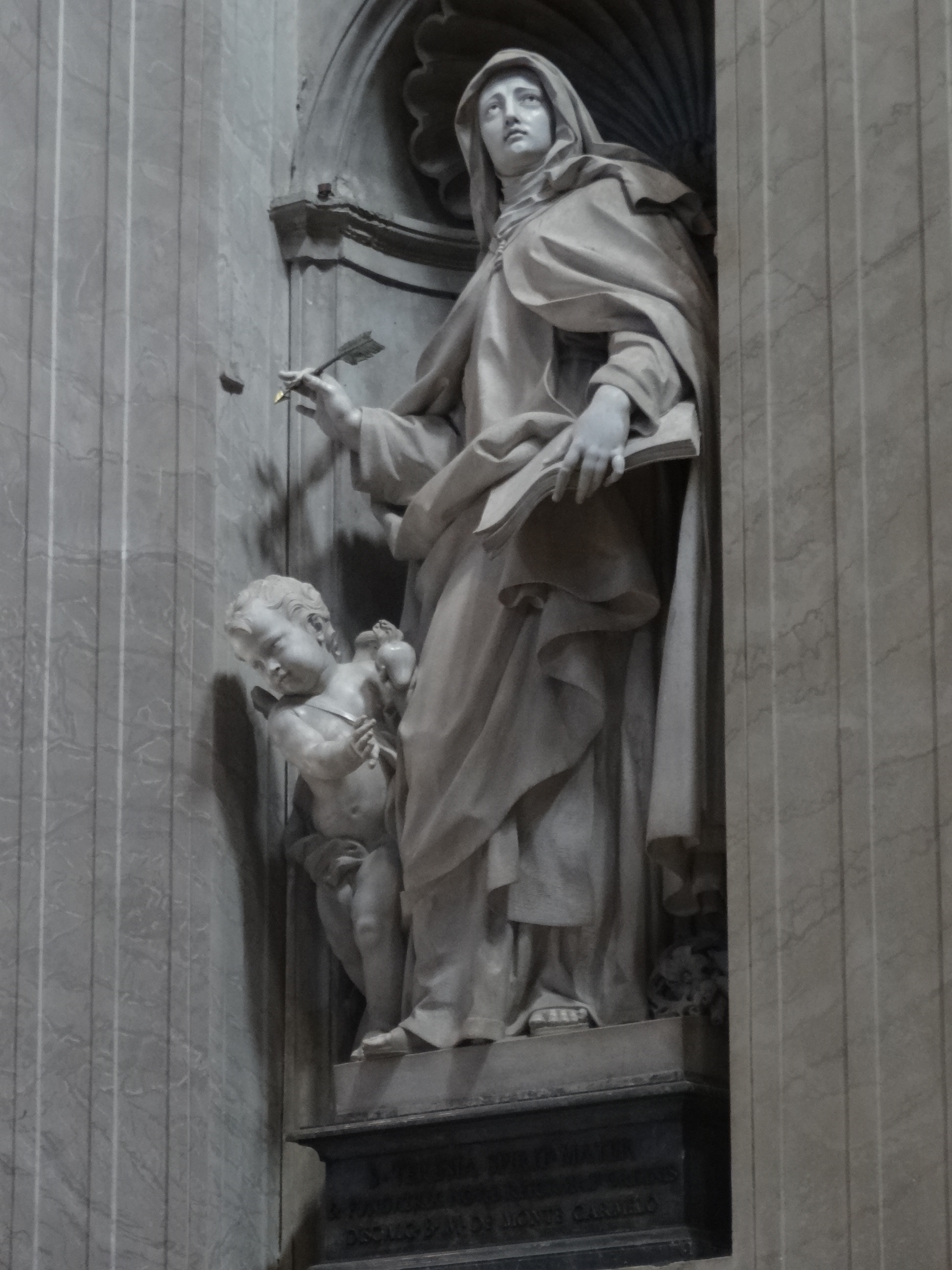
Статуя святой Терезы Авильской. 1754. Мрамор. Собор Святого Петра, Рим
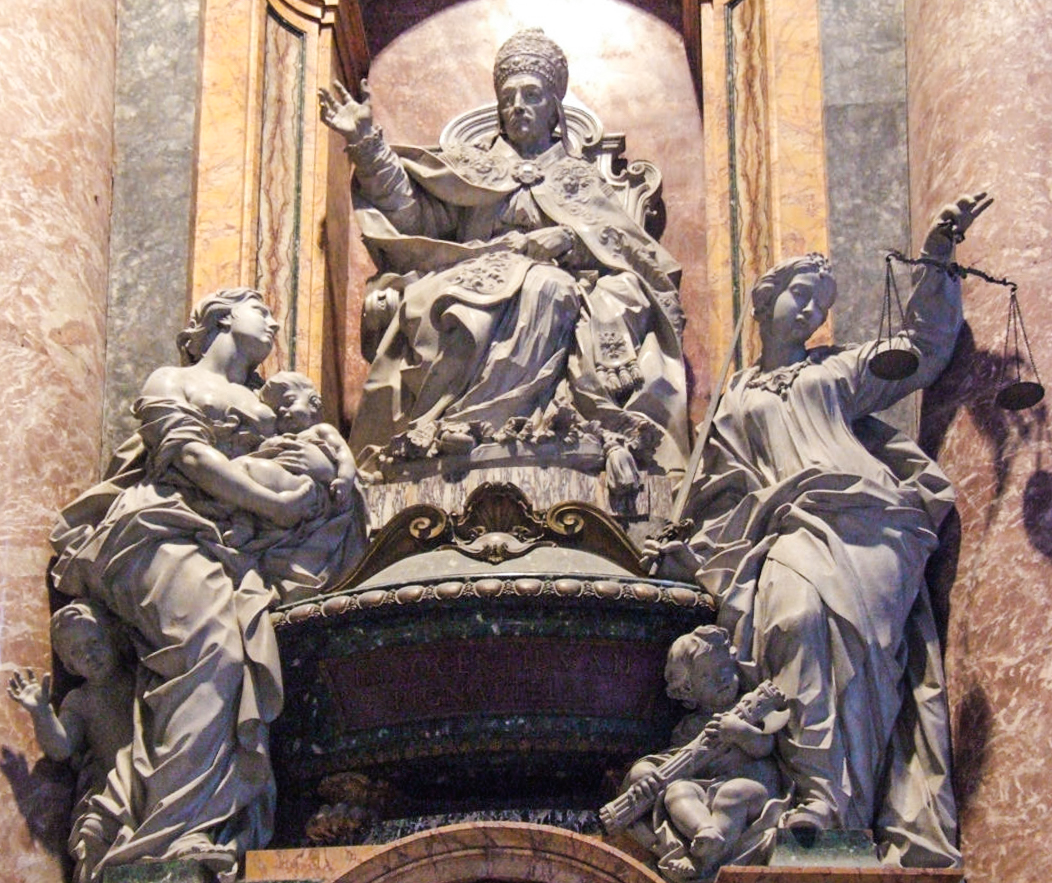
Надгробие папы Иннокентия XII. 1746. Мрамор. Собор Святого Петра, Рим